# 輝きの季節
「輝きの季節」（かがやきのきせつ）は、田村ゆかりのキャラクターソング。田村ゆかりのポリグラム時代の2ndシングル。

## 概要
ポリグラムから発売された田村ゆかりのシングルとしては、2枚目である。
2015年、ポリグラム時代の楽曲を集めたアルバム『Early Years Collection』にデジタルリマスターされ再収録された。

## 収録曲
（全作詞：三枝翔／全作曲・編曲：山口一久）
1. 輝きの季節
  - テレビ東京系『渋谷でチュッ!』オープニングテーマ
2. スーパーヘルパー
  - テレビ東京系『'97全仏オープンテニス』ハイライトイメージソング
3. 輝きの季節（カラオケ）
4. スーパーヘルパー（カラオケ）